# Стаканов, Николай Николаевич
Николай Николаевич Стаканов (5 декабря 1948 — 9 марта 2022 - 9 марта 2022) — советский хоккеист, нападающий. Советский и российский тренер.

## Биография
В 1967 году окончил СДЮШОР «Локомотив» Москва. В первенстве СССР играл за команды «Торпедо» Подольск (1967/68 — 1968/69), СКА Калинин (1970/71), «Локомотив» Москва (1971/72), «Кристалл» Саратов (1972/73 — 1981/82).
Тренер «Кристалла» Саратов (1982/83б 1985/86 — 1987/88). Тренер (1988/89 — 1989/90), главный тренер 1990/91) «Кристалла» Электросталь. Главный тренер «Трактора» Липецк (1991/92). В 1998—2007 годах — главный тренер юношеских команд ЦСКА. Тренер ЦСКА-2 (2000/01 — 2001/02).